# Broniewo (powiat inowrocławski)
Broniewo – wieś w Polsce położona w województwie kujawsko-pomorskim, w powiecie inowrocławskim, w gminie Złotniki Kujawskie.
Przez miejscowość przebiega droga wojewódzka nr 246.
Wieś królewska starostwa inowrocławskiego położona była w końcu XVI wieku w powiecie inowrocławskim województwa inowrocławskiego.
W latach 1954–1957 wieś należała i była siedzibą władz gromady Broniewo, po jej zniesieniu w gromadzie Złotniki Kujawskie. W latach 1975–1998 miejscowość należała administracyjnie do województwa bydgoskiego.